# PSA TU
PSA TU — серия двигателей внутреннего сгорания, выпускавшихся подразделением PSA Group с октября 1986 по 18 декабря 2014 года. Впервые были представлены на Citroen AX.

## TU9
TU9 являлся самым первым двигателем семейства TU. Он устанавливался на различные автомобили, включая Citroen AX, Citroen Saxo, Peugeot 205 и Peugeot 106. Его рабочий объём составлял 1,0 л (954 см3) с диаметром цилиндра 70 мм и ходом поршня 62 мм. Изначально мощность составляла 45 л. с., а в 1992 году она была увеличена до 50 л. с. с внедрением инжекторной системы подачи топлива и каталитического конвертера. В связи с введением выбросов Евро-3 производство двигателя TU9 было остановлено в 2001 году.
| Модель  | Мощность          | Система питания |
| ------- | ----------------- | --------------- |
| TU9 M/Z | 37 кВт (50 л. с.) | Инжектор        |
| TU9/K   | 33 кВт (45 л. с.) | Карбюратор      |

## TU1
Объём двигателя TU1 составлял 1,1 л (1124 см3), диаметр цилиндра — 72 мм, а ход поршня — 69 мм. Изначально мощность составляла 40 кВт (55 л. с.), а в 1992 году она была увеличена до 44 кВт (60 л. с.). Двигатель устанавливался на Citroen C2, Citroen C3 и Peugeot 206.
| Модель         | Мощность          | Система питания |
| -------------- | ----------------- | --------------- |
| TU1 F2/K       | 44 кВт (60 л. с.) | Карбюратор      |
| TU1 JP         | 44 кВт (60 л. с.) | Инжектор        |
| TU1 M, TU1 M/Z | 44 кВт (60 л. с.) | Инжектор        |
| TU1/K          | 40 кВт (55 л. с.) | Карбюратор      |

## TU2
В семействе TU2 два двигателя: TU24 на базе TU1 с инжекторной системой подачи топлива и TU2 на базе TU3 с карбюратором. Рабочий объём двигателя TU24 составляет 1,3 л (1294 см3), диаметр цилиндра — 75 мм, а ход поршня — 73 мм. Мощность TU24 составляет 70 кВт (95 л. с.), а TU2 — 74 кВт (100 л. с.).
| Модель         | Мощность           | Система питания |
| -------------- | ------------------ | --------------- |
| TU24 (M4A)     | 70 кВт (95 л. с.)  | Карбюратор      |
| TU24 (M2A)     | 76 кВт (103 л. с.) | Карбюратор      |
| TU2 J2/Z (MFZ) | 74 кВт (100 л. с.) | Инжектор        |

## TU3
Рабочий объём двигателя TU3 составлял 1,4 л (1360 см3), диаметр цилиндра — 75 мм, а ход поршня — 77 мм.
| Модель    | Мощность           | Система питания | Примечания                                                |
| --------- | ------------------ | --------------- | --------------------------------------------------------- |
| TU3 A     | 48 кВт (65 л. с.)  | Карбюратор      | На автомобили не устанавливался                           |
| TU3 A     | 55 кВт (75 л. с.)  | Карбюратор      |                                                           |
| TU3 A/K   | 51 кВт (70 л. с.)  | Карбюратор      |                                                           |
| TU3 F2/K  | 55 кВт (75 л. с.)  | Карбюратор      |                                                           |
| TU3 FJ2/K | 74 кВт (100 л. с.) | Инжектор        |                                                           |
| TU3 FJ2/Z | 70 кВт (95 л. с.)  | Инжектор        |                                                           |
| TU3 JP    | 55 кВт (75 л. с.)  | Инжектор        | Устанавливается на автомобили в Иране и Китае с 2007 года |
| TU3 M     | 59 кВт (80 л. с.)  | Инжектор        | Устанавливается на автомобили в Швеции и Швейцарии        |
| TU3 M/Z   | 55 кВт (75 л. с.)  | Инжектор        |                                                           |
| TU3 S     | 63 кВт (85 л. с.)  | Карбюратор      |                                                           |

- TU3 на Peugeot 205
- TU3 на Citroen C3

## ET3
ET3 является 16-клапанной версией TU3 (DOHC) рабочим объёмом 1360 см3. Впервые был представлен в 2004 году на Peugeot 206.
| Модель       | Мощность          | Система питания |
| ------------ | ----------------- | --------------- |
| ET3 J4 (KFU) | 66 кВт (90 л. с.) | Инжектор        |

## TU5
Рабочий объём двигателя TU5 составляет 1,6 л (1587 см3), диаметр цилиндра — 78,5 мм, а ход поршня — 82 мм. Количество клапанов варьируется от 8 до 16. Блок цилиндров чугунный, а головка блока цилиндров алюминиевая. В Китае двигатель называется PSA N6A 10FXA3A, а его мощность составляет 65 кВт (88 л. с.).
| Модель           | Мощность           | Система питания                  |
| ---------------- | ------------------ | -------------------------------- |
| TU5 J2/L3 (NFW)  | 77 кВт (105 л. с.) | Инжектор                         |
| TU5 J4 (NFX)     | 88 кВт (120 л. с.) | 16-клапанный катализатор         |
| TU5 JP4 (NFU)    | 82 кВт (112 л. с.) | 16-клапанный катализатор         |
| TU5 JP4S (NFS)   | 92 кВт (125 л. с.) | 16-клапанный катализатор         |
| TU5 JP/L4 (NFT)  | 72 кВт (98 л. с.)  | Инжектор                         |
| TU5 JP+ (NFV)    | 70 кВт (95 л. с.)  | Инжектор                         |
| TU5 JP (NFR/NFZ) | 66 кВт (90 л. с.)  | Инжектор                         |
| EC5 (NFN)        | 90 кВт (122 л. с.) | 16-клапанный катализатор (VVT-i) |
| EC5 F/PG (NFP)   | 85 кВт (116 л. с.) | 16-клапанный катализатор (VVT-i) |
| TU5P             | 85 кВт (115 л. с.) | 16-клапанный катализатор (CVVT)  |

## TUD3 и TUD5
PSA TUD является дизельным двигателем семейства PSA TU. Изначально объём двигателя составлял 1,3 л (1294 см3), следовательно, двигатель назывался TUD3. В 1994 году объём двигателя был увеличен до 1,5 л (1527 см3), диаметр цилиндра стал составлять 77 мм, а ход поршня — 82 мм. Следовательно, двигатель был переименован в TUD5.
PSA TUD устанавливался на автомобили тех производителей, у которых не было небольших дизельных двигателей.